# Myrrophis bennettii
Espèce
Synonymes
- Hypsirhina bennettii Gray, 1842
- Enhydris bennettii (Gray, 1842)
- Hypsirhina maculata Duméril, Bibron & Duméril, 1854

Statut de conservation UICN

 DD  : Données insuffisantes
Myrrophis bennettii est une espèce de serpents de la famille des Homalopsidae.

## Répartition
Cette espèce se rencontre  :
- à Taïwan ;
- en Chine dans le Fujian, le Guangdong, à Hong Kong et à Hainan ;
- au Viêt Nam ;
- en Indonésie à Java.

## Étymologie
Cette espèce est nommée en l'honneur de George Bennett.

## Publication originale
- Gray, 1842 : Monographic Synopsis of the Water Snakes, or the Family of Hydridae. The Zoological Miscellany, vol. 2, p. 59-68 (texte intégral).